# Annette Thierauf-Emberger
Annette Thierauf-Emberger, geborene Thierauf (* 19. November 1977 in Erlangen) ist eine deutsche Rechtsmedizinerin und Professorin an der Albert-Ludwigs-Universität Freiburg.

## Werdegang
Nach dem Abitur am Erlanger Fridericianum, Medizinstudium, ihrer Promotion im Jahre 2002 und Auslandsaufenthalten arbeitete Thierauf ab 2004 am rechtsmedizinischen Institut der Rheinischen Friedrich-Wilhelms-Universität Bonn und am Institut für Pathologie der Technischen Universität Dresden. 2007 wechselte sie an ihre Alma Mater in Freiburg, erreichte dort 2010 die Anerkennung als Rechtsmedizinerin und habilitierte sich 2011 – Thema waren wie bereits in der Dissertation Biomarker des Alkoholkonsums. Nach darauf folgenden Jahren als Oberärztin am Freiburger Institut für Rechtsmedizin wurde Thierauf-Emberger 2020 zur Professorin ernannt und als Nachfolgerin von Stefan Pollak Ärztliche Direktorin des Instituts.

## Forschungsinteressen
Die forensische Alkohologie ist das Zentrum der Arbeit von Thierauf-Emberger. Ihre Forschungen auf diesem Gebiet betreffen unter anderem die Aussagekraft von Biomarkern des Alkoholkonsums und die genaue Verteilung konsumierten Alkohols im Gehirn. Die verkehrsrechtlichen Folgen des Konsums von so genanntem alkoholfreiem Bier sollten bei einer Studie ausgelotet werden, bei der die Blutalkoholkonzentration der Probanden nach forciertem Trinken bestimmt wurde.

## Ehrungen
- Konrad-Händel-Stiftungspreis, 2012
- Joseph-Ströbel-Preis für Verdienste um die Verkehrssicherheit (Förderpreis), 2017[2]